# Раймонда де Ларош
Раймонда де Ларош (фр. Raymonde de Laroche, справжнє ім'я Еліза Леонтіна Дерош (фр. Élisa Léontine Deroche); 22 серпня 1882, Париж — 18 липня 1919, Ле-Кротуа, департамент Сомма) — французька льотчиця.
Француженки Раймонда де Ларош і Тереза Пельтьє претендують на звання перших у світі жінок, які самостійно піднялися в повітря на літальному апараті важчим за повітря.

## Біографія
Еліза Леонтіна Дерош народилася в Парижі. Її батьками були Шарль-Франсуа Дерош і Крістін Калідон Гайяр. Її батько був сантехніком. В юності Еліза займалася різними видами спорту, а також мала пристрасть до мотоциклів, а пізніше до автомобілів. Ставши акторкою, прийняла «шляхетний» сценічний псевдонім — баронеса Раймонда де Ларош.
Після низки польотів на повітряних кулях де Ларош познайомилася в Шалоні з авіатором Шарлем Вуазеном і 22 жовтня 1909 року самостійно піднялася в повітря на його аероплані. Вважається, що Вуазен дозволив де Ларош тільки проїхати на апараті землею, але вона не послухалася і пролетіла кілька сотень метрів.
8 березня 1910 року за результатами змагань у Геліополісі (6-13 лютого 1910 року) Аероклуб Франції видав де Ларош посвідчення пілота № 36 — так вона офіційно стала першою льотчицею Франції.
Через кілька тижнів вона потрапила в першу льотну пригоду — 8 липня 1910 року у Реймсі літак зачепив дерево і здійснив жорстку посадку. Перша українська газета "Рада" 10 липня 1910 року сповіщала українських читачів:
"Катастрофа з баронесою де-Ларош. Баронеса де-Ларош літала на біплані Вуазена, упала з висоти 30 метрів і покалічила собі руки й ноги. Баронеса напевне вмре".
Проте льотчиця вижила — відбулася струсом мозку та зламаною ключицею. Відновлення потребувало двох років, але 26 вересня 1912 року вона знову розбилася — цього разу в автомобільній аварії, в якій загинув Шарль Вуазен.
У 1910 році й в 1913–1914 роках де Ларош роз'їжджала з «літаючим цирком» по Європі, виступала в Каїрі та Санкт-Петербурзі. Під час Першої світової війни, коли жінки були офіційно відсторонені від польотів, служила водієм у французькій армії.
У червні 1919 року де Ларош поставила два «жіночі» світові рекорди — на висоту та дальність польоту. 18 липня 1919 року де Ларош і пілот двомісного літака, на якому де Ларош планувала складати іспит на допуск до професійних польотів, загинули в авіакатастрофі на аеродромі Ле-Кротуа (Le Crotoy). Перші газетні повідомлення стверджували, що де Ларош особисто пілотувала літак, потім сталося уточнення, що вона летіла пасажиркою.
Пам'ятник льотчиці встановлено в аеропорту Ле Бурже. 